# Sanyrevilleus grimaldii
Sanyrevilleus grimaldii is een keversoort uit de familie Rhynchitidae. De wetenschappelijke naam van de soort is voor het eerst geldig gepubliceerd in 2000 door Gratshev & Zherikhin.